# Murgeni
Murgeni ist eine Kleinstadt im Kreis Vaslui in Rumänien.

## Lage
Murgeni liegt im Moldau-Plateau (Podișul Moldovei) am  Elan – ein rechter Nebenfluss des Pruth –, nur wenige Kilometer westlich der moldauischen Grenze. Die Kreishauptstadt Vaslui befindet sich etwa 70 km nordwestlich von Murgeni entfernt.

## Geschichte
Die ältesten archäologischen Funde der Region stammen aus dem Paläolithikum. Murgeni wurde 1466 in einer Urkunde des moldauischen Fürsten Ștefan cel Mare erstmals urkundlich erwähnt. Der ländlich geprägte Ort entwickelte sich zu einem lokalen Handelszentrum und wurde 1844 zum Markt erhoben. 1908 eröffnete ein Krankenhaus. Im Zweiten Weltkrieg geriet durch ein Bombardement die Hälfte des Dorfes in Brand. Von 1950 bis 1956 war Murgeni im Zuge der damaligen Verwaltungseinteilung Rumäniens Sitz eines Rajons. 2003 stimmten die Bürger der Gemeinde für die Erhebung zur Stadt, die auf Beschluss des rumänischen Parlamentes ein Jahr später umgesetzt wurde.

## Bevölkerung
Bei der Volkszählung 2002 wohnten in Murgeni 7674 Personen, darunter 6627 Rumänen und 1046 Roma. Etwa 3600 davon lebten in Murgeni selbst, die übrigen in den sechs eingemeindeten Ortschaften.
2011 bezeichneten sich von den 7119 Menschen, 4947 als Rumänen und 1384 als Roma.

## Verkehr
Murgeni liegt an der Bahnstrecke von Bârlad nach Fălciu. In beide Richtungen verkehren derzeit (2009) allerdings nur je zwei Nahverkehrszüge täglich. Es bestehen Busverbindungen nach Galați. Durch die Stadt führen die Nationalstraßen DN24A von Bârlad nach Huși und die DN26 von Murgeni nach Galați.

## Sehenswürdigkeiten
- Kirche im Ortsteil Cârja (17./18. Jahrhundert)